# Disulfidoizomeraza białek
Disulfidoizomeraza białek (PDI, protein disulfide isomerase, E.C.5.3.4.1) – enzym komórek eukariotycznych znajdujący się w retikulum endoplazmatycznym katalizujący wymianę mostków dwusiarczkowych. PDI odgrywa istotną rolę w procesie zwijania białka.